# Segunda División B
Segunda División B byla třetí nejvyšší fotbalová soutěž pořádaná na území Španělska. Pořádá se od roku 1977, kdy nahradila v pozici třetí ligy soutěž Tercera División. Pořádá ji národní svaz Real Federación Española de Fútbol (zkratkou RFEF). Soutěž je rozdělena na 4 skupiny po 20 týmech. V této soutěži působí také rezervní týmy prvoligových mužstev. Mužstva na posledních místech sestupují do čtvrté nejvyšší soutěže, Tercera División.